# سیلوا (نام کوچک)
سیلوا (ارمنی: Սիլվա) نام کوچک زنانه رایج در میان ارمنیان می‌باشد. ممکن است به یکی از موارد زیر اشاره داشته باشد:
- سیلوا کاپوتیکیان
- سیلوا هاکوبیان
- سیلوا کلگیان
- سیلوا شاهاکیان